# U-Bahn-Station Taborstraße
Taborstraße is een metrostation in het district Leopoldstadt van de Oostenrijkse hoofdstad Wenen. Het station werd geopend op 10 mei 2008 en wordt bediend door lijn U2. Het station is genoemd naar de oudste straat van Leopoldstadt die als Kremser Straße al in 1406 bestond, als onderdeel van een landweg naar Bohemen en Moravië. De straat tussen het Donaukanal en de Nordbahnwijk is een belangrijke verkeersas met bedrijven in het district en loopt bij het station, ongeveer halverwege de straat, langs de oostrand van de Karmeliterbuurt. In de buurt van het station ligt de Augarten en een aantal culturele instellingen zoals het hoofdgebouw van de Wiener Sängerknaben, het MuTh, het filmarchief Austria, de porceleinfabriek Augarten, het Ambrosimuseum en Augarten Contemporary alsmede het Wiener Kriminalmuseum.
De bouw van het station vond plaats tussen 2003 en 2008, waarbij de perrontunnels geboord werden onder de huizen tussen het kruispunt Taborstraße / Obere Augartenstraße en de Novaragasse 8. De verdeelhal ligt onder het kruispunt en werd met de wanden-dakmethode gebouwd. Op 10 mei 2008 werd het station als onderdeel van de tweede verlenging van de U2 tussen Schottentor en Stadion.
Vanuit de verdeelhal zijn de perrons met een lift, een trappenhuis en een roltrapgroep bereikbaar. Het pand Novaragasse 8 is eigendom van de Wiener Linien en werd als woonhuis met geïntegreerde metro toegang gebouwd. De rookafzuiginstallatie aan de oostrand van dit pand werd in 2008 door de kunstenares Ingeborg Strobl opgesierd met bloemmotieven. De afbeelding bestaat uit 56 Emailplaten en is 26 meter hoog en 4,5 meter breed. De bloemmotieven lijken op houtsneewerk uit de 19e eeuw. Enerzijds verwijst dit naar de vroegere namen van de Novaragasse, (van 1797–1812 Gartengasse en 1812–1862 Gärtnergasse), anderzijds naar de natuurwetenschappelijke Oostenrijkse Novara-expeditie (1857–1859).

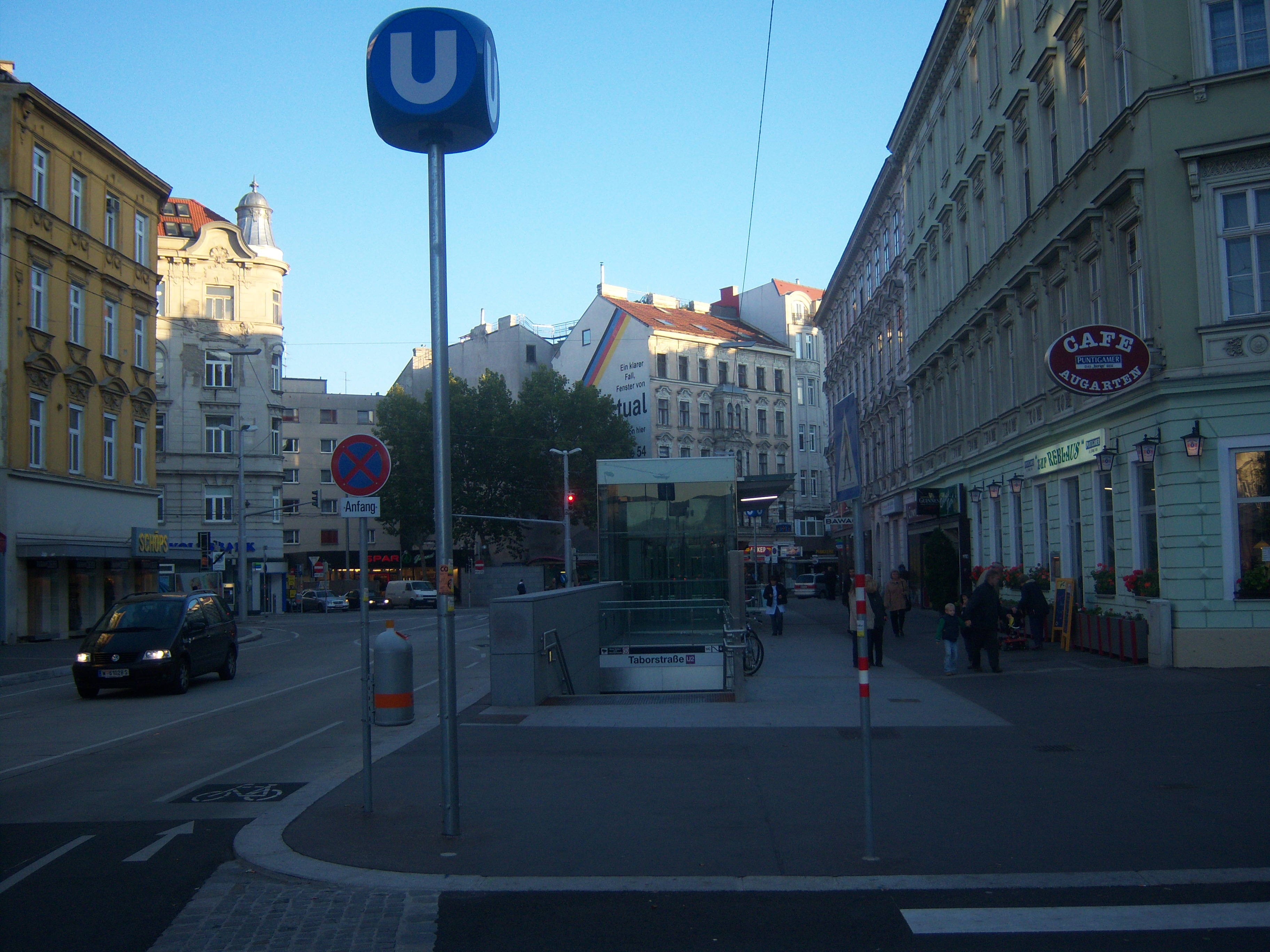
De ingang aan de Obere Augartenstraße.
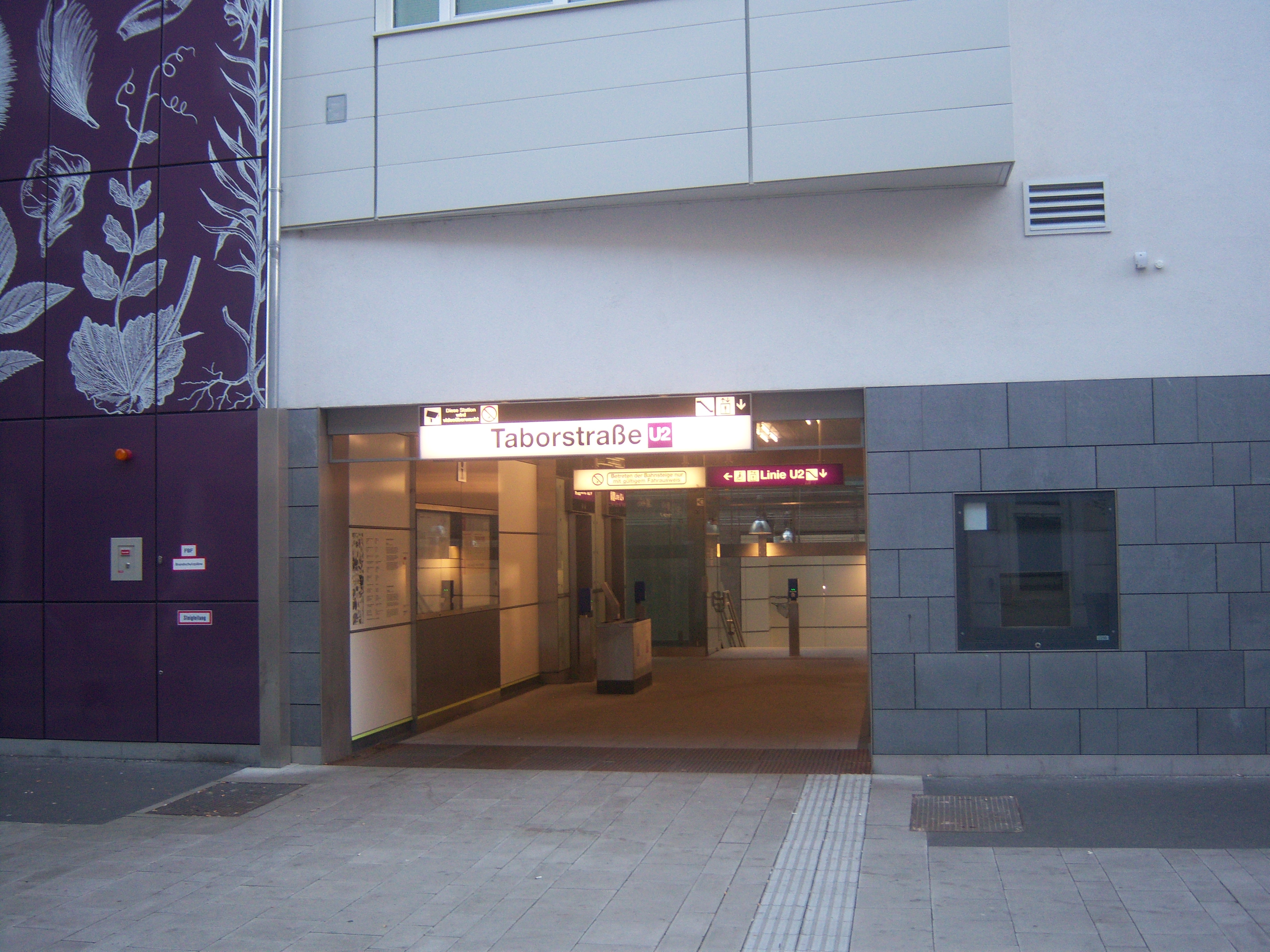
De ingang aan de Novaragasse, met links de bloemmotieven.